# Turrican Soundtrack Anthology
Turrican Soundtrack Anthology è un album di musica strumentale registrato in studio da Chris Hülsbeck nel 2013, tratto dalla colonna sonora dei videogiochi della serie Turrican, comprendenti Turrican, Turrican 2, Turrican 3, Super Turrican e Super Turrican 2. Le tracce hanno avuto miglioramenti rispetto a quelle dei videogiochi, ma era intenzione di Hülsbeck rimanere fedele agli originali, senza fare remix o reinterpretazioni. Hanno collaborato alla realizzazione di qualche traccia anche gli autori Allister Brimble, Vince DiCola e Machinae Supremacy. Il progetto è partito tramite donazioni sul sito di Kickstarter, con un obiettivo iniziale di 75.000$, ampiamente superato con 175.000$ raccolti.

## Tracce
CD 1
1. Shoot or die – 6:44
2. Mountain Madness – 2:42
3. Thunder Plains – 4:19
4. Fistful Of Steel – 2:54
5. Outpost – 4:58
6. Enemy Mine – 4:01
7. Piranhas & Shredders – 1:47
8. Techno Dungeon – 4:04
9. Jet Pack Attack – 3:25
10. Base Invader – 3:44
11. Flightmare – 3:02
12. Pathfinder – 4:04
13. Tower Of Morgul – 4:50
14. Faces Of Terror – 2:18
15. Victory – 5:39
16. Transformers Medley – 7:05 (Vince DiCola)

CD 2
1. The Final Fight – 7:19
2. The Desert Rocks – 3:57
3. GI Joe Meets Space Patrol – 2:30
4. Traps – 3:24
5. Warhead – 2:41
6. Exploring Secret Dungeons – 3:33
7. The Great Bath – 3:56
8. Rock 'N' Roll Balance – 1:08
9. Metal Stars – 3:47
10. Check The Gripper – 3:24
11. Concerto For Lasers And Enemies – 3:07
12. Go For The Gunhed – 2:42
13. Unidirectional Fight – 2:39
14. Powerslide Into Hypercycle Drive – 2:45
15. The Wall – 3:55
16. Dragonfight – 1:43
17. Mr. Walker And His Factory – 3:05
18. Danger Ahead – 3:25
19. The Final Challenge – 3:44
20. Go For The Nuke! – 3:49
21. The Hero – 2:27
22. Freedom – 3:26
23. The Final Fight – 6:27 (Machinae Supremacy)

CD 3
1. Payment Day – 5:33
2. Factory Action – 4:00
3. The Elevator – 2:26
4. Second Floor – 3:28
5. Meat Beast Boss – 2:45
6. Platform Action – 3:37
7. Wet Dungeon – 3:29
8. Do The Bath Man – 3:21
9. Swim Or Die – 3:16
10. Sea Monster Boss – 3:42
11. Air Combat – 3:56
12. Scrap Yard I – 3:41
13. Scrap Yard II – 2:59
14. Crane Boss – 2:23
15. Alien Disaster – 4:47
16. Climb To Survive – 4:31
17. Penultimate – 2:46
18. Screw Nut Hall – 4:15
19. The Machine – 1:10
20. Hall Of Heroes – 1:44
21. Credits – 4:50
22. Payment Day – 3:26 (Allister Brimble)

CD 4
1. Turrican II - Anthology Suite – 11:20
2. Opening – 1:26
3. Steam And Pressure – 4:46
4. Xenomorph – 2:52
5. Final Frontier – 3:04
6. Desert Storm – 4:09
7. Buggy Panic – 2:58
8. Wormland – 4:26
9. Space Chaos – 2:48
10. Born To Be Wild – 3:11
11. Braindead – 1:59
12. Even Wilder – 3:44
13. Arachnophobia – 0:58
14. Pirate Station – 3:11
15. Submerged – 3:26
16. Face The Sunset – 4:58
17. Machine's Gallery – 2:22
18. Boss-A-Nova – 3:34
19. Farewell – 4:16